# Saint-Nom-la-Bretèche
Saint-Nom-la-Bretèche település Franciaországban, Yvelines megyében. Lakosainak száma 4877 fő (2022. január 1.). Saint-Nom-la-Bretèche Chambourcy, Chavenay, L’Étang-la-Ville, Feucherolles, Noisy-le-Roi, Villepreux és Saint-Germain-en-Laye községekkel határos.

## Népesség
A település népessége az elmúlt években az alábbi módon változott:
| Lakosok száma | 5037 | 4945 | 4908 | 4911 | 4915 | 4920 | 4892 | 4886 | 4877 |
|               | 2013 | 2015 | 2016 | 2017 | 2018 | 2019 | 2020 | 2021 | 2022 |